# 노바디 (2021년 영화)
"노바디"(영어: Nobody)는 2021년에 개봉된 미국의 액션 스릴러 영화로, 일리야 나이슐레르가 감독을 맡았다.
유니버설 픽처스는 이 영화를 2021년 3월 26일 미국에서, 2021년 6월 9일 영국에서 개봉했다. 후속작 노바디 2는 2025년 8월 15일 개봉이 예정되었다.

## 줄거리
과거에 암살자로 활동했던 평범한 가장 허치 맨셀은, 어느 날 집에 강도가 들면서 무기력한 모습을 보이고 가족들에게 실망감을 안겨준다. 하지만 사실 허치는 강도의 총이 비어있다는 것을 알고 있었고, 그저 싸움을 피했을 뿐이었다. 이후 딸의 고양이 팔찌를 찾기 위해 강도들을 추적하던 중, 허치는 우연히 버스에서 시비를 거는 불량배들을 폭력적으로 제압한다. 이 과정에서 러시아 마피아 두목 율리안의 동생 테디를 다치게 하고, 결국 테디는 죽게 된다.
율리안은 동생의 복수를 위해 허치를 추적하고, 허치의 과거가 드러난다. 그는 과거 정부 소속 암살자, 일명 '감사관'으로 활동했던 인물이었다. 은퇴 후 평범한 삶을 살아가고 싶었던 허치는 결국 가족을 안전한 곳으로 피신시키고, 율리안에게 맞서 싸우기로 결심한다. 허치는 자신의 은닉 재산을 활용해 아버지의 공장을 함정으로 개조하고, 율리안의 자금을 불태우는 등 본격적인 반격에 나선다.
율리안은 은퇴를 계획하며 싸움을 멈추고 싶어하지만, 결국 허치를 습격한다. 허치의 아버지와 동생도 합류하면서 치열한 싸움이 벌어지고, 결국 허치 일행은 율리안과 그의 조직을 모두 제거한다. 경찰에 체포되었던 허치는 누군가의 전화 한 통으로 석방되고, 다시 평범한 일상으로 돌아간다. 하지만 마지막 장면에서, 또 다른 위협이 다가올 것을 암시하는 전화가 걸려오고, 허치의 아버지와 동생은 무기를 들고 국경을 넘는 모습이 보여지면서 이야기가 마무리된다.

## 출연진
- 밥 오든커크: 허치 맨셀 역
- 코니 닐슨: 베카 맨셀 역
- RZA: 해리 맨셀 역
- 알렉세이 세레브랴코프: 율리안 쿠즈네초프 역
- 크리스토퍼 로이드: 데이비드 맨셀 역
- 게이지 먼로: 블레이크 맨셀 역
- 페이즐리 캐더래스: 새미 맨셀 역
- 마이클 아이언사이드: 에디 윌리엄스 역
- 콜린 새먼: 이발사 역
- J. P. 마누: 대런 역
- 알렉산드르 팔: 테디 역
- 세르게이 시누로프: 발렌틴 역
- 폴 에시엠브르: 짐 역